# Thrasybulos Georgiades
Thrasybulos Georgios Georgiades (kurz griechisch Θρασύβουλος Γεωργιάδης Thrasývoulos Georgiádis, * 4. Januar 1907 in Athen; † 15. März 1977 in München) war ein griechischer Musikwissenschaftler, Pianist und Bauingenieur.

## Leben
Schon vor seinem 1923 begonnenen Bauingenieur-Studium an der Technischen Hochschule in Athen widmete sich Georgiades am staatlichen Athener Konservatorium, dem Odeion Athinon, seinen Klavierstudien (1921–1926). Nach dem Diplom im Bauingenieurwesen 1928 und dem nachfolgenden Militärdienst studierte er zwischen 1930 und 1935 in München Musikwissenschaft bei Rudolf von Ficker sowie Komposition bei Carl Orff. In seinen interdisziplinären Studien wurde Georgiades auch von dem Psychologen und Musikwissenschaftler Kurt Huber, dem Byzantinisten Franz Dölger und dem Archäologen Ernst Buschor beeinflusst. Am 6. Juni 1935 wurde er bei Rudolf von Ficker an der Universität München mit einer Arbeit über die englische Mehrstimmigkeit im Mittelalter und den Fauxbourdon promoviert. Ab 1935 lehrte Georgiades am Odeion Athinon; 1936 wurde er dort Professor für Formenlehre und 1939 bis 1941 dessen Direktor. Nach seiner Zeit als Frontsoldat in Albanien (1940/41) ging Georgiades nach München und habilitierte sich dort 1947 mit Untersuchungen zum griechischen Rhythmus. Ein Jahr später erhielt er einen Ruf an die Universität Heidelberg, wo er nach einem Vertretungsjahr Professor und schließlich 1955 Ordinarius wurde. 1956 wurde er an die Ludwig-Maximilians-Universität in München berufen; 1972 erfolgte seine Emeritierung. Seit 1951 war Georgiades Mitglied der Heidelberger Akademie der Wissenschaften, seit 1956 Mitglied der Bayerischen Akademie der Schönen Künste und seit 1957 Mitglied der Bayerischen Akademie der Wissenschaften. Er war eines der Gründungsmitglieder der 1957 ins Leben gerufenen Gesellschaft für Bayerische Musikgeschichte. 1974 wurde er Mitglied der Akademie von Athen; im gleichen Jahr wurde er in den Orden Pour le Mérite aufgenommen.
Seit 1936 war Georgiades mit der Münchner Cembalistin Anna Barbara Speckner verheiratet.

## Wissenschaftliche Arbeit
Georgiades gilt als einer der wichtigsten Musikwissenschaftler und Musiktheoretiker des 20. Jahrhunderts in Deutschland. Während seiner Athener Jahre nach der Promotion beschäftigte er sich intensiv mit griechischer Volksmusik und byzantinischer Kirchenmusik. Vom griechischen Altertum ausgehend, rückte für ihn das Verhältnis von Sprache und Musik, deren Verbindendes er im Rhythmus sah, ins Zentrum seiner Forschungen. Der einzelne Gegenstand – sei es etwa die Musik von Schütz, Haydn, Mozart, Beethoven oder Schubert, deren Satzbau er bis ins kleinste Detail untersuchte – war für ihn stets in einen großen historischen Zusammenhang gebettet und gab den Anstoß zur Beschäftigung mit grundlegenden methodischen Fragen. Die schriftliche Darstellung der Musik sah Georgiades als untrennbar mit der Komposition verbunden (weshalb er auch die Übertragung früherer Notenschrift in das heutige Schriftbild ablehnte); das Tun, das immer wieder erneute Vergegenwärtigen der Musik als Erklingendes, war ihm unabdingbar. Georgiades war Herausgeber der „Münchner Veröffentlichungen zur Musikgeschichte“ und des Bandes Musikalische Edition im Wandel des historischen Bewußtseins.

## Schüler
Noch in Heidelberg wurden von Georgiades Wolfgang Osthoff (mit einer Arbeit über Das dramatische Spätwerk Claudio Monteverdis), sein späterer Assistent (1962–1967) und Nachfolger (ab 1973) Theodor Göllner (Formen früher Mehrstimmigkeit in deutschen Handschriften des späten Mittelalters), Frieder Zaminer (Der vatikanische Organum-Traktat (Ottob. lat. 3025): Untersuchungen zur Organum-Praxis des 12. und beginnenden 13. Jahrhunderts) und Rudolf Bockholdt (Die frühen Messenkompositionen von Dufay) promoviert; in München folgten – in chronologischer Aufzählung – unter anderen Horst Leuchtmann (Die musikalischen Wortausdeutungen in den Motetten des Magnum Opus Musicum von Orlando di Lasso), Jürgen Eppelsheim (Das Orchester in den Werken Jean-Baptiste Lullys), Stefan Kunze (Die Instrumentalmusik Giovanni Gabrielis), Marie-Louise Göllner, geb. Martinez (Die Musik des frühen Trecento), Hans Rudolf Zöbeley (Die Musik des Buxheimer Orgelbuchs), Wolfgang Dömling (Die mehrstimmigen Balladen, Rondeaux und Virelais von Guillaume de Machaut), Marianne Danckwardt (Die langsame Einleitung. Ihre Herkunft und ihr Bau bei Haydn und Mozart) und Manfred Hermann Schmid (Mozart und die Salzburger Tradition). Von den zeitweiligen Schülern von Georgiades seien etwa Franz Krautwurst, Konrad Ruhland, Reinhard Strohm, Reinhard Wiesend und Peter Michael Hamel erwähnt.

## Publikationen (Auswahl)
- Englische Diskanttraktate aus der ersten Hälfte des 15. Jahrhunderts: Untersuchungen zur Entwicklung der Mehrstimmigkeit im Mittelalter.  Musikwissenschaftliches Seminar der Universität München, München 1937.
- Der griechische Rhythmus: Musik, Reigen, Vers und Sprache. Schröder, Hamburg 1949 (ursprünglich Habilitationsschrift der Universität München als: Bemerkungen zur antiken Quantitätsmetrik, 1947).
- Musik und Sprache: Das Werden der abendländischen Musik dargestellt an der Vertonung der Messe. Mit zahlreichen Notenbeispielen. (= Verständliche Wissenschaft. Band 50). Springer, Berlin/Göttingen 1954 (diverse Neuauflagen).
- Musik und Rhythmus bei den Griechen: Zum Ursprung der abendländischen Musik. Rowohlt, Hamburg 1958 (diverse Neuauflagen).
- Sakral und Profan in der Musik. Hueber. München 1960.
- Musik und Schrift. Oldenbourg, München 1962.
- Das musikalische Theater. Verlag der Bayerischen Akademie der Wissenschaften, München 1965.
- Kleine Schriften. Schneider, Tutzing 1977.
- Schubert: Musik und Lyrik. Vandenhoeck und Ruprecht, Göttingen 1967 (diverse Neuauflagen).
- Nennen und Erklingen: Die Zeit als Logos. Vandenhoeck und Ruprecht, Göttingen 1985.